# Xanthopimpla nigrifemur
Xanthopimpla nigrifemur là một loài tò vò trong họ Ichneumonidae.